# Olpiolum elegans
Olpiolum elegans es una especie de arácnido del orden Pseudoscorpionida de la familia Olpiidae.

## Distribución geográfica
Se encuentra en América del Sur.